# Yuzhoupliosaurus
Yuzhoupliosaurus es un género extinto de plesiosaurio pliosauroideo del Jurásico Medio de China. El género solo es conocido a partir de una mandíbula, una vértebra, y fragmentos de la cintura escapular. Se cree que vivía en agua dulce.

## Etimología
El nombre del género se deriva de Yuzhou (禹州), el antiguo nombre de Chungking- la mayor ciudad sobre la cuenca del río Yangtze, y en donde se halló el primer fósil de Yuzhoupliosaurus. 

## Descripción
Los paleontólogos creen que Yuzhoupliosaurus medía aproximadamente 4 metros de largo. La mandíbula inferior contiene cinco pares de grandes dientes seguidos por 23 o 24 dientes menores. La vértebras cervicales se consideran como "altas y cortas". Las proyecciones espinosas de las vértebras cervicales, conocidas como costillas cervicales poseen una cabeza doble en la parte anterior mientras que las posteriores solo tienen una. El coracoides es alargado y las clavículas están bien desarrolladas.